# Infestació
Una infestació és la presència de paràsits, generalment animals, sobre altres organismes, o en instal·lacions d'ús humà associada a un perjudici, bé sigui sobre la salut, econòmic i/o psicosocial en forma de plaga. Generalment el terme infestació fa referència a malalties parasítiques que són causades per animals incloent cucs i artròpodes, però excloent les infeccions (que són causades per microorganismes: protozous, fongs, bacteris, virus). Tanmateix pot utilitzar-se de manera més estricta. Algunes fonts reserven el terme "infestació" per a condicions externes, i usen infecció per als endoparàsits. La majoria d'artròpodes paràsits viuen sobre l'hoste, mentre que la majoria dels cucs viuen a l'interior de l'hoste, pel que tant l'ectoparasitisme o l'endoparasitisme en animals es poden considerar formes d'infestació. Infestacions típiques són la pediculosi capil·lar per polls o la infestació intestinal de la solitària (causada pel cestode Taenia solium).